# Constanța Burcică
Constanța Burcică, född den 15 mars 1971 i Sohatu i Rumänien, är en rumänsk roddare.
Hon tog OS-brons i åtta med styrman i samband med de olympiska roddtävlingarna 2008 i Peking.